# Créon (Gironda)
Créon é uma comuna francesa na região administrativa da Nova Aquitânia, no departamento de Gironda. Estende-se por uma área de 8,02 km². Em 2010 a comuna tinha 4 866 habitantes (densidade: 606,7 hab./km²).